# Савицьке (Липецька область)
Савицьке (рос. Савицкое) — село в Усманському районі Липецької області Російської Федерації.
Населення становить 101  особу. Належить до муніципального утворення Ізлегощенська сільрада.

## Історія
З 13 червня 1934 до 1954 року у складі Воронезької області. Відтак входить до складу Липецької області.
Згідно із законом від 2 липня 2004 року №114-оз органом місцевого самоврядування є Ізлегощенська сільрада.

## Населення
| 2010 | 2011 |
| ---- | ---- |
| 94   | ↗101 |